# Honey G
Anna Georgette Gilford (12 maart 1981), beter bekend onder de artiestennaam Honey G, is een Engelse rapper. In 2016 deed ze mee aan het dertiende seizoen van X Factor. In deze show haalde ze aanvankelijk de laatste zes, maar door het uitvallen van een van de andere deelnemers bereikte ze uiteindelijk tijdens de liveshows de vijfde plaats.

## Persoonlijk
Gilford is van Joodse afkomst. Naar eigen zeggen werd ze hiermee regelmatig gepest. Ze studeerde aan de universiteit van Salford en studeerde in 2004 af met een diploma in muziek. In juli 2017 maakte Gilford bekend op vrouwen te vallen.

## Loopbaan
Haar eerste single was The Honey G Show (2016), uitgebracht via Syco Records. Gilgord gaf later aan dat de single onvoldoende was gepromoot door het label. In mei 2017 kondigde Honey G aan dat ze een onafhankelijk platenlabel oprichtte nadat ze niet langer werd ondersteund door Syco Music. Op 30 juni 2017 bracht ze haar tweede single Hit You with the Honey G uit, met een videoclip. In december 2017 bracht ze haar derde single Riding Hot with the Babes uit. In 2018 ging Gilford aan de slag als makelaar, maar ze werd na enkele weken ontslagen, naar eigen zeggen vanwege het feit dat ze te beroemd zou zijn.